# Charczynka
Charczynka – potok, dopływ Lepietnicy. Jest ciekiem 4 rzędu. Wypływa na wysokości około 705 m na południowo-zachodnich stokach Przełęczy Sieniawskiej oddzielającej Gorce od Beskidu Orawsko-Podhalańskiego. Spływa krętym korytem w kierunku południowo-zachodnim i na wysokości około 635 m uchodzi do Lepietnicy jako jej prawy dopływ.
Koryto Charczynki oddziela dwa makroregiony geograficzne: Gorce (po lewej stronie jej biegu) i Beskid Orawsko-Podhalański (po prawej stronie). Charczynka posiada dwa nazwane dopływy – Kamienny Mostek i Zielony Potok (obydwa lewobrzeżne) oraz kilka bezimiennych.
Niemal cała zlewnia Charczynki obejmuje pola uprawne wsi Klikuszowa w województwie małopolskim, w powiecie nowotarskim, w gminie Nowy Targ, jedynie niewielka część górnego biegu kilku jej dopływów to lasy Beskidu Orawsko-Podhalańskiego. Tuż przed ujściem do Lepietnicy na niewielkim odcinku przepływa przez zabudowane tereny Klikuszowej. Wzdłuż koryta potoku poprowadzono drogę oraz linię kolejową nr 99.
Charczynka to potok typu nizinnego, o stosunkowo niewielkim spadku i krętym korycie.